# Tim McInnerny
Timothy L. McInnerny, detto Tim (Stockport, 18 settembre 1956), è un attore britannico.
Collabora con la BBC e recita in teatro. È noto per aver recitato in Erik il Vikingo di Terry Jones nella parte di Sven il Berserk, in Notting Hill, La carica dei 101 - Questa volta la magia è vera, e ne La carica dei 102 - Un nuovo colpo di coda.

## Biografia
McInnerny è nato il 18 settembre 1956 a Cheadle Hulme, un sobborgo di Stockport, nel Cheshire, figlio di Mary Joan e William Ronald. Ha una sorella di nome Lizzy, anch'essa attrice. McInnerny è cresciuto a Cheadle Hulme e a Stroud, nel Gloucestershire. Ha studiato al Wadham College di Oxford, immatricolandosi nel 1976 dopo essersi preso un anno sabbatico.
Il primo ruolo di McInnerny è stato in Blackadder nel corso del 1980. Ha interpretato i due aristocratici imparentati con lo stesso nome di Lord Percy nella prima e nella seconda serie. Ha rifiutato di apparire nella terza serie, anche se ha fatto un'apparizione come ospite in un episodio ed è tornato a interpretare il capitano Kevin Darling nella quarta serie, un personaggio significativamente diverso dai Lord Percy.
Ha avuto un ruolo minore ma significativo nell'acclamato serial televisivo della BBC del 1985 Edge of Darkness come il fidanzato di Emma Craven, Terry Shields. Nel 1989 è apparso nel videoclip di This Woman's Work, brano eseguito da Kate Bush. Le sue apparizioni televisive includono Law & Order: UK (2011) nella parte di un uomo ritenuto colpevole di aver ucciso sua figlia, e New Tricks (2012). Nel 2016, McInnerny ha recitato nel cast della serie HBO Il Trono di Spade della sesta stagione, come Lord Robett Glover.
Nel 2007 McInnerny ha parlato candidamente del suo amore per le sitcom ITV, dopo aver ricevuto critiche per le sue opinioni espresse nello show cult della BBC I Love the '70s: "Penso che spettacoli come Mind Your Language e Love Thy Neighbour debbano essere ricordati per ciò che erano; esempi davvero fantastici di scrittura che non sono stati più visti da allora. Il contenuto è sfortunato nella fredda luce della società moderna, ma questo non è un motivo per smettere di lodare la pura brillantezza degli scrittori che ITV ha avuto nei suoi ranghi durante quel decennio.

## Filmografia

### Cinema
- Dead on time (1983)
- Il mistero di Wetherby (1985)
- Erik il Vikingo (Erik the Viking), regia di Terry Jones (1989)
- Riccardo III (Richard III), regia di Richard Loncraine (1995)
- La carica dei 101 - Questa volta la magia è vera (101 Dalmatians), regia di Stephen Herek (1996)
- Notting Hill, regia di Roger Michell (1999)
- Blackadder: Back & Forth, regia di Paul Weiland (1999) - cortometraggio
- La carica dei 102 - Un nuovo colpo di coda (102 Dalmatians), regia di Kevin Lima (2000)
- Casanova, regia di Lasse Hallström (2005)
- Severance - Tagli al personale, regia di Christopher Smith (2006)
- Black Death - ...un viaggio all'inferno (Black Death), regia di Christopher Smith (2010)
- Johnny English - La rinascita (Johnny English Reborn), regia di Oliver Parker (2011)
- Automata (Autómata), regia di Gabe Ibáñez (2014)
- Spooks - Il bene supremo (Spooks: The Greater Good), regia di Bharat Nalluri (2015)
- Race - Il colore della vittoria (Race), regia di Stephen Hopkins (2016)
- Eddie the Eagle - Il coraggio della follia (Eddie the Eagle), regia di Dexter Fletcher (2016)
- Peterloo, regia di Mike Leigh (2018)
- The Aeronauts, regia di Tom Harper (2019)
- The End, regia di Joshua Oppenheimer (2024)
- Il gladiatore II (Gladiator II), regia di Ridley Scott (2024)

### Televisione
- Blackadder – serie TV, episodi 1-6 (1982-1983)
- Le avventure di Sherlock Holmes (The Adventures of Sherlock Holmes) - serie TV, episodio 1x12 (1985)
- Blackadder II – serie TV, episodi 1-6 (1986)
- Blackadder The Third – serie TV, episodio 3 (1987)
- Blackadder goes Forth – serie TV, episodi 1-6 (1989)
- Miss Marple (Agatha Christie's Marple) – serie TV, episodio 1x02 (2004)
- Doctor Who - serie TV, 1 episodio 4x03 (2008)
- L'ispettore Gently (Inspector George Gently) - serie TV, episodio 2x04 (2009)
- L'ispettore Barnaby (Midsomer Murders) – serie TV, episodio 13x02 (2010)
- Outlander - serie TV
- Sherlock – serie TV, episodio speciale L'abominevole sposa (The Abominable Bride) (2016)
- Il Trono di Spade (Game of Thrones) – serie TV, 3 episodi (2016)
- The Serpent - miniserie TV (2021)

## Doppiatori italiani
Nelle versioni in italiano delle opere in cui ha recitato, Tim McInnerny è stato doppiato da:
- Carlo Cosolo in Il mistero di Wetherby, La carica dei 102 - Un nuovo colpo di coda
- Antonio Palumbo in Severance - Tagli al personale, The End
- Massimo Lodolo in Erik il Vikingo
- Francesco Vairano in La carica dei 101 - Questa volta la magia è vera
- Mino Caprio in Notting Hill
- Dario Oppido in Il trono di spade
- Roberto Pedicini in Peterloo
- Danilo De Girolamo in Johnny English - La rinascita
- Stefano Benassi ne Il gladiatore II